# Ester Hofvander-Sandberg
Ester Eugenia Hofvander-Sandberg (Skårby, 10 de febrero de 1888 - Roma, 7 de octubre de 1967) fue sufragista y una de las primeras mujeres juristas y abogadas de Suecia. Contribuyó a cambiar la ley que impedía a las abogadas casadas actuar como representantes legales de otras personas, por estar sujetas a la tutela del marido.

## Biografía
Sus padres fueron Nils Hofvander y Augusta Christoffersson. Durante su infancia, Ester Hofvander-Sandberg vivió en diferentes lugares de Escania. Se graduó en 1907 y en 1908 se convirtió en profesora de Primaria. Tres años después, en 1911, contrajo matrimonio con el abogado y procurador en Eslö, Ivar Miles Sandberg, con quien en 1912 tuvo una hija, Maj. 
Ingresó en la Facultad de Derecho de la Universidad de Lund en 1911, consiguiendo su graduación en 1915 y convirtiéndose en la séptima mujer en Suecia con una licenciatura en Derecho. Junto a su marido  dirigió el bufete de abogados Eslöv durante muchos años, formando parte del Colegio de Abogados de Suecia de 1931 a 1942.
No le resultó fácil en un principio ejercer la abogacía. A pesar de que la ley de 1897 habilitaba a las mujeres a ejercer la profesión, las leyes matrimoniales impedían a las mujeres casadas representar en los tribunales a sus clientes al estar bajo la tutela del marido, considerándolas así como menores de edad.
Debido a la vigencia de estas leyes, en 1915 se vio comprometida como abogada. Ester Hofvander-Sandbergen debía comparecer como letrada en el distrito de Frosta, en Skåne, pero el tribunal se lo impidió apoyándose en la legislación que regía en ese momento, a pesar de que contaba con un poder de su marido para llevar el caso. Decidió entonces defender en un tribunal superior su derecho a actuar como representante legal, lo que tuvo mucho eco en la prensa del momento. Este caso y otras disputas similares contribuyeron en 1916 a cambiar la ley, haciendo posible que las mujeres casadas pudieran representar como letradas a otras personas.

### Activismo
Compaginó su trabajo como abogada con un papel activo en el municipio de Eslöv. Durante más de 25 años fue integrante del consejo municipal, participando en el comité preparatorio del consejo municipal, el consejo escolar coeducativo, el consejo de la escuela pública y el consejo de pensiones. 
Acusada en 2017 por el secretario municipal de Eslöv de "causar daños por incendio a la propiedad de otra persona", debido a que dejó encendida un plancha eléctrica que quemó el marco de una ventana, fue condenada por este delito tanto en el tribunal de distrito como en el de apelación,  pese a su enérgica defensa y a insistir en que fue un accidente. 
Fue una activista comprometida en la lucha por el voto de la mujer y presidió la Asociación para el Sufragio Político Femenino de Eslöv desde 1913 a 1921, año en el que se alcanzó este objetivo en Suecia.
Murió en 1967 durante una estancia en Roma y está enterrada en el cementerio de Eslöv.

## Reconocimientos
Ester Hofvander-Sandberg fue nombrada miembro de la Primera Clase de la Orden de Vasa en noviembre de 1955 en reconocimiento a sus logros profesionales.